# Murray (Utah)
Pour les articles homonymes, voir Murray.
Murray est une ville située dans le Wasatch Front au cœur de la vallée de Salt Lake dans l'État de l'Utah, aux États-Unis. Nommée d'après le gouverneur Eli Houston Murray (en), elle est la 14e plus grande ville de l'État. Selon le recensement de 2010, Murray compte environ 46 746 habitants. Murray est proche de Salt Lake City, West Valley City, Sandy et West Jordan.